# Euphorbia paralias

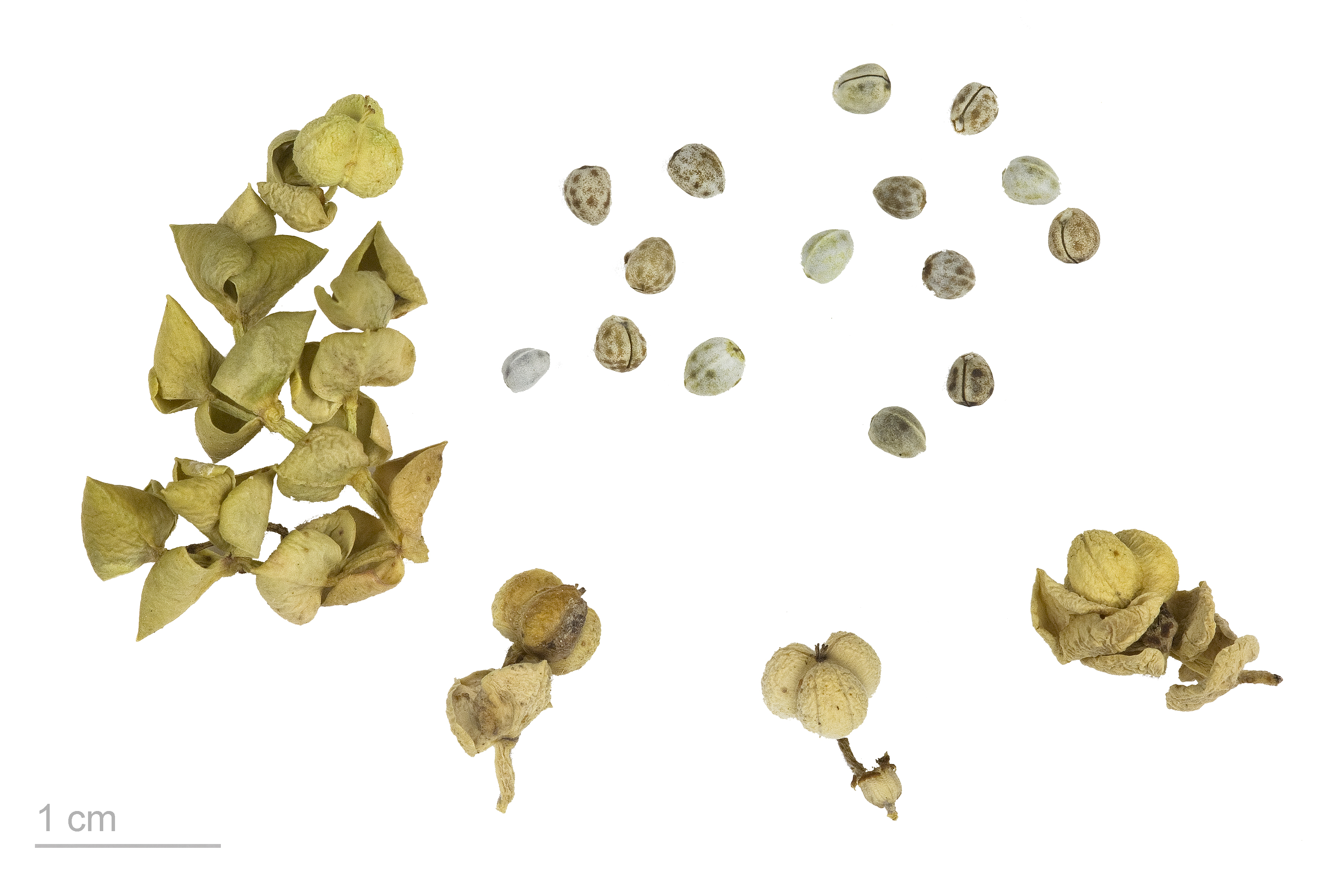
Euphorbia paralias - MHNT

Euphorbia paralias é uma planta nativa do Sul da Europa e da Austrália.

## Descrição
É vivaz, erecta, por vezes prostrada, e mede entre 30 e 60 cm de altura, tem hastes relativamente duras e raízes penetrantes. As folhas são espessas, duras e imbricadas nas hastes. Tal como muitas eufórbias, produz um líquido lactoso branco, irritante para a pele, olhos e mucosas.
As folhas encontram-se reunidas nas extremidades das hastes. As flores estão envolvidas por um invólucro de cinco peças semelhantes a bracteas, de quatro glandes semelhantes a quarto de lua. Há cinco flores masculinas reduzidas a um estame que rodeia uma flor feminina formada por um ovário triloculado. A floração ocorre de Maio a Setembro e o fruto é formado por cápsulas de casca granular, separados por sulcos.

## Ecologia
Esta planta é halófita e é característica de dunas primárias, podendo ocorrer nas faces exteriores de dunas móveis. É, também, pioneira de areias nuas que colonizam os terrenos adjacentes ao fim das zonas dunares.